# Émile Durkheim
Émile Durkheim ( /ˈdɜrkhaɪm/; Épinal, Lorena, 15 de abril de 1858-París, 15 de noviembre de 1917) fue un sociólogo, pedagogo y filósofo francés. Estableció formalmente la sociología como disciplina académica y, junto con Karl Marx y Max Weber, es considerado uno de los padres fundadores de dicha ciencia.
Durkheim creó el primer departamento de sociología en la Universidad de Burdeos en 1895, publicando Las reglas del método sociológico. En 1896 creó la primera revista dedicada a la sociología, L'Année Sociologique. Su influyente monografía El suicidio (1897), un estudio de los tipos de suicidios de acuerdo a las causas que lo generan, fue pionera en la investigación social y sirvió para distinguir la ciencia social de la psicología y la filosofía política. En su obra Las formas elementales de la vida religiosa (1912) comparó la dimensión sociocultural de las vidas de las sociedades aborígenes y modernas, con lo que ganó aún más reputación.
Durkheim perfeccionó el positivismo que primero había ideado Augusto Comte, promoviendo el realismo epistemológico y el método hipotético-deductivo. Para él, la sociología era la ciencia de las instituciones, y su meta era descubrir «hechos sociales» estructurales. Durkheim fue un mayor exponente del funcionalismo estructuralista, una perspectiva fundacional tanto para la sociología como para la antropología. Según su visión, las ciencias sociales debían ser puramente holísticas; esto es, la sociología debía estudiar los fenómenos atribuidos a la sociedad en su totalidad, en lugar de centrarse en las acciones específicas de los individuos.

## Teoría sociológica
Los sociólogos anteriores veían la sociología no como un ámbito autónomo de investigación, sino a través de acercamientos psicológicos u orgánicos. Durkheim, por el contrario, concibió la existencia de fenómenos específicamente sociales («hechos sociales»), que constituyen unidades de estudio que no pueden ser abordadas con técnicas que no sean específicamente sociológicas. Así mismo, redefinió la sociología como la ciencia que tiene como objeto el estudio de estos hechos.
Durkheim definió a los hechos sociales en Las reglas del método sociológico como: «[...] modos de actuar, pensar y sentir externos al individuo, y que poseen un poder de coerción en virtud del cual se imponen a él [...]».
Dichos «hechos sociales» existen con anterioridad al nacimiento de un individuo en determinada sociedad y por lo tanto, son exteriores a él. Son colectivos porque son parte de la cultura de la sociedad, y son coercitivos porque los individuos se educan conforme a las normas y reglas de la sociedad solo por el hecho de nacer en ella. Durkheim afirmó: «si existían antes es que existen fuera de nosotros» y menciona como ejemplos la lengua natal, la escritura y el sistema monetario.
Durkheim también afirmó que la sociedad es algo que está fuera y dentro del individuo al mismo tiempo, gracias a que este adopta e interioriza sus valores y su moral. El «hecho social» tiene una fuerte capacidad de coerción y de sujeción respecto del individuo. Por ende el hecho social no puede reducirse a simples datos psicológicos, y la conciencia colectiva prima siempre sobre el pensamiento individual, siendo entonces la sociedad, y no el individuo, la unidad de análisis primordial de la sociología.
«Amar la sociedad es amar algo más allá de nosotros mismos y algo en nosotros mismos». Esta curiosa frase de Émile Durkheim expresa la influencia que puede tener la sociedad en las personas. Reconociendo que la sociedad existe más allá de nosotros mismos, ella es mucho más que los individuos que la componen; la sociedad tiene una vida propia que se extiende más allá de nuestras experiencias personales. La sociedad tiene el poder de determinar nuestros pensamientos y acciones.
Siguió siendo una fuerza dominante en la vida intelectual francesa hasta su muerte en 1917, presentando numerosas conferencias y publicando trabajos sobre una variedad de temas, incluida la sociología del conocimiento, la moralidad, la estratificación social, la religión, el derecho, la educación y la desviación. Desde entonces, términos durkheimianos como consciencia colectiva han entrado en el léxico popular.

### Concepto de estructura
Para Durkheim, la sociedad está estructurada alrededor de un conjunto de pilares que se manifiestan a través de expresiones. Así, se acerca al Dios de Spinoza tal como fue tomado posteriormente por el estructuralismo, que encuentra así en este autor antecedentes y fundamentos. No obstante, no se debe confundir este concepto con la caracterización que Durkheim hace de Dios y las religiones, que, tal como figura en Las formas elementales de la vida religiosa, describe a las creencias religiosas expresadas en ritos, simbologías, emblemas o ideas abstractas como representaciones elaboradas por la sociedad para afirmar su sentido, su objetivo como tal. Las creencias se evidencian al padre de la sociología clásica como indispensables para la reproducción de la sociedad, en tanto acarrean una moral (de este modo, al hablar de creencias nos encontramos expuestos al factor subjetivista en el pensamiento de Durkheim, ya que para hacer efectivo el fin de los lazos sociales es necesario que los componentes de la sociedad se apropien de las creencias internalizadas y actúen conforme a ellas).
Así, la idea de Dios proviene del hombre, aunque su manifestación como sustancia sea espinoziana.

### El Estado
Según la visión de Durkheim, el Estado se define por las funciones que cumple, que deben ser limitadas, ya que no tiene que manejar los lazos sociales ni la conciencia colectiva. El Estado es un tipo de conciencia colectiva, pero no la concentra toda: es un órgano de pensamiento social, y su función específica es elaborar ciertas representaciones sociales para dirigir la conducta colectiva.
Durkheim entendía a los conflictos como anomalías dentro del avance hacia el orden y el progreso, dos ideas centrales en las concepciones de la sociedad de aquella época.

## Obra

### División del trabajo

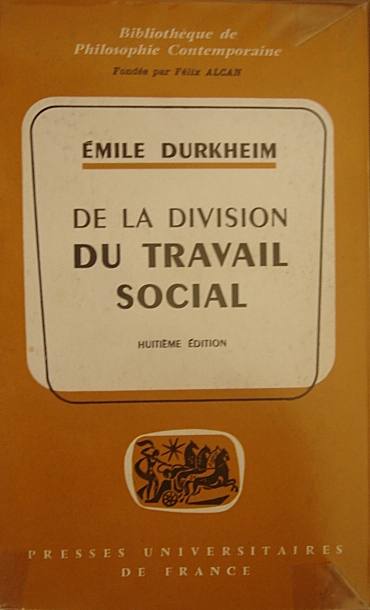
Portada de la edición francesa de La división del trabajo social.

En diversas obras como La división del trabajo social y Educación y sociología, Durkheim sostuvo que la sociedad moderna mantiene la cohesión o la unión debido a la solidaridad. Durkheim consideró que hay dos tipos: la solidaridad mecánica y la solidaridad orgánica. La primera es aquella que se presenta en comunidades rurales, la familia y grupos de mejores amigos, donde las relaciones y la comunicación son «cara a cara». La segunda es aquella que se da en las sociedades industriales como consecuencia de la división del trabajo en las empresas, lo cual hace que las personas sean cada vez más diferentes entre sí y el sentido de pertenencia a un grupo que predomina en las comunidades pequeñas o en la familia puede diluirse.
Durkheim decía que en la nueva sociedad industrial se requiere de un nuevo sistema de educación. Por un lado, el niño debía recibir la educación inicial de los padres y de la familia; en general, normas, valores y habilidades propias del grupo primario. Por otro lado, para las habilidades, normas y valores que establece la sociedad global, el país o la nación, el órgano indicado para realizar esta educación es la escuela.
En su tesis doctoral publicada en 1893, Durkheim considera el problema de la solidaridad y valor social. Su estudio se basó en la distinción de dos formas de solidaridad. Pero primero deberíamos saber que la solidaridad es, para el autor, un hecho moral, por lo tanto, sin la posibilidad de aparecer como un hecho externo, debe buscarse algún fenómeno que tenga esa existencia exterior, que sea tangible y positivo, que represente o indique dicho elemento moral. Él encuentra esas condiciones en las formas de la pena jurídica y estas aparecen en las formas del derecho.
La pena represiva, expresada en el derecho penal, aparece en aquellas sociedades con fuertes estados de conciencia colectiva, para las cuales el crimen es una ofensa a toda la sociedad. Por eso, se hace necesaria una dura pena. Esta característica se da en las sociedades primitivas. En cambio, en las sociedades modernas, se encuentra instalada la pena restitutiva, aquella que pretende devolver las cosas al estado anterior a aquel en que fue cometido el crimen. La ofensa no se comete contra toda la sociedad, sino que es un problema entre las partes. En las sociedades modernas existen las formas de derecho civil, de la familia, del comercio. Los hombres, al nacer distintos entre sí, son diferentes y por eso existe gran división del trabajo social.
En las sociedades primitivas, la solidaridad surge de la conciencia colectiva y la denomina solidaridad mecánica: la identificación con un grupo social se produce por las condiciones de igualdad, está en boga la idea de comunidad en tanto los individuos tienen «cosas en común», que producen un fuerte compromiso. En cuanto a la división del trabajo, no hay especialización, pero sí ascenso (Durkheim da dos ejemplos de sociedades primitivas en un contexto moderno: la Iglesia y el Ejército, ambas fuertemente verticalistas). En las sociedades modernas, esa conciencia colectiva es más débil y la solidaridad que existe en ellas es orgánica, puesto que surge de las diferencias producidas por la división social del trabajo, que es en general la respuesta que el siglo XIX da a la pregunta sobre el origen de todo hecho social. La solidaridad es, más particularmente, por necesidad en este tipo de sociedades, en las que las pasiones son reemplazadas por los intereses.
En esta obra aparece la primera formulación de una categoría que se instala firmemente en el pensamiento de Durkheim: la anomia. Cuando comienza a analizar el funcionamiento de las sociedades complejas, (o modernas) se encuentra con dicha clasificación, entendiendo la anomia como una carencia de solidaridad social, dado que las relaciones con los órganos no están reglamentadas dado el desajuste originado por la permanente modernización. Particularmente, Durkheim encuentra en el contrato social un factor de anomia, ya que no garantiza el orden.

### Reglas del método sociológico

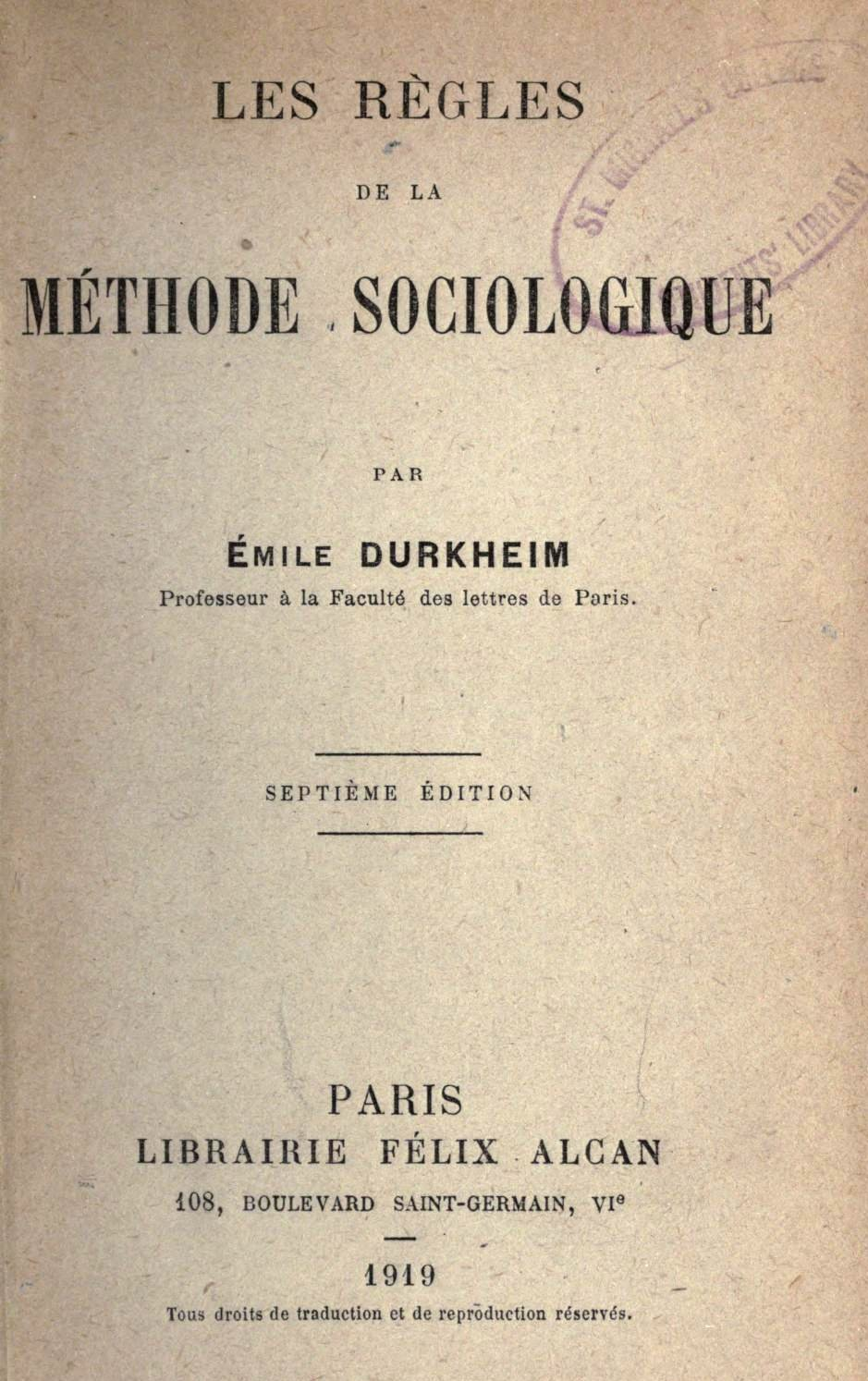
Portada de la edición francesa de Las reglas del método sociológico.

En Las reglas del método sociológico (1895), Durkheim propone el método positivista, ya que pretende estudiar la sociedad como «cosa», comprobar hipótesis a través de la realidad, por un lado agrega la estadística y por otro lado el razonamiento lógico; con esto contribuye a un método que se basa puramente en la observación de hechos y en el rango de comprobación que puedan tener estos.
Estudiar los hechos sociales como «cosas» (no porque ellos sean cosas materiales propiamente dichas, sino por su característica de observables y verificables empíricamente), pues plantea que pueden ser observados y contrastados por medio del método científico. Establece para ello cuatro pasos básicos:
1. Apariencia: preconcepciones o juicios a priori, que se realizan principalmente en el análisis bibliográfico.
2. Profundidad: se averigua por la naturaleza y esencia de la organización social.
3. Naturaleza del hecho: se indaga si el hecho es normal (lo que «debe ser») o patológico (lo que debe ser pero no es).
4. Análisis: recogidos los datos, se procede a realizar una investigación detallada y una interpretación de esa recolección.[5]

### El suicidio

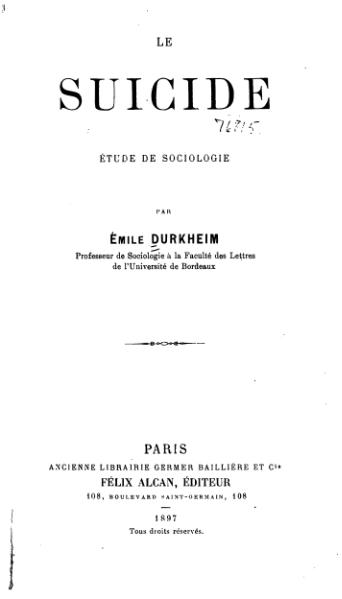
Portada de la edición original de El suicidio.

El suicidio. Estudio de sociología (1897) es una de las más importantes obras de Émile Durkheim. Trata sobre el suicidio como fenómeno social. Con ello rompe la tendencia tradicional de considerarlo como un fenómeno estrictamente individual y por ende solo como objeto de la psicología o de la moral. Durkheim considera la tasa anual de suicidios que existe en varios países europeos desde la sexta década del siglo XIX. Esto es, desde un punto de vista social. Analizando esas tasas, se percata de que suelen mantenerse constantes o con cambios muy leves a lo largo de prolongados períodos. También se percata de que la tasa de suicidios es diferente de unos países y de unas comunidades a otras. Por ejemplo, en las sociedades católicas había menos suicidios que en las sociedades protestantes, pero entre los judíos todavía menos que entre los católicos. A partir de ello, infiere que el suicidio es ante todo un hecho social y sus causas son antes sociales que individuales o netamente psicológicas.
Durkheim propone identificar las diferentes causas sociales del suicidio. A partir de ello, distingue entre cuatro tipos de suicidio:
1. El suicidio egoísta tiene lugar cuando los vínculos sociales son demasiado débiles para comprometer al suicida con su propia vida. En ausencia de la integración de la sociedad, el suicida queda libre para llevar a cabo su voluntad de suicidarse. Su excesivo individualismo, producto de la desintegración social, no le permite realizarse en cuanto individuo social que es.
2. El suicidio altruista es el causado por una baja importancia de la individualidad. Es el tipo exactamente opuesto al egoísta o individualista. Durkheim pone el ejemplo de muchos pueblos primitivos, entre quienes llegó a ser moralmente obligatorio el suicidio de los ancianos cuando ya no podían valerse por sí mismos.
3. El suicidio anómico es aquel que se da en sociedades cuyas instituciones y cuyos lazos de convivencia se hallan en situación de desintegración o de anomia. En las sociedades donde los límites sociales y naturales son más flexibles, sucede este tipo de suicidios.
4. El suicidio fatalista, que se produce allí donde las reglas a las que están sometidos los individuos son demasiado férreas, de modo que ellos conciben y concretan la posibilidad de abandonar la situación en la que se hallan. Es el tipo exactamente opuesto al anómico.[8]

### Formas elementales de la vida religiosa
Las formas elementales de la vida religiosa (en francés Les formes élémentaires de la vie religieuse), es un libro del célebre sociólogo francés Émile Durkheim publicado en 1912. La obra analiza la religión como un fenómeno social y atribuye su origen a la seguridad emocional alcanzada por el individuo en la convivencia con la sociedad.

## Principales obras

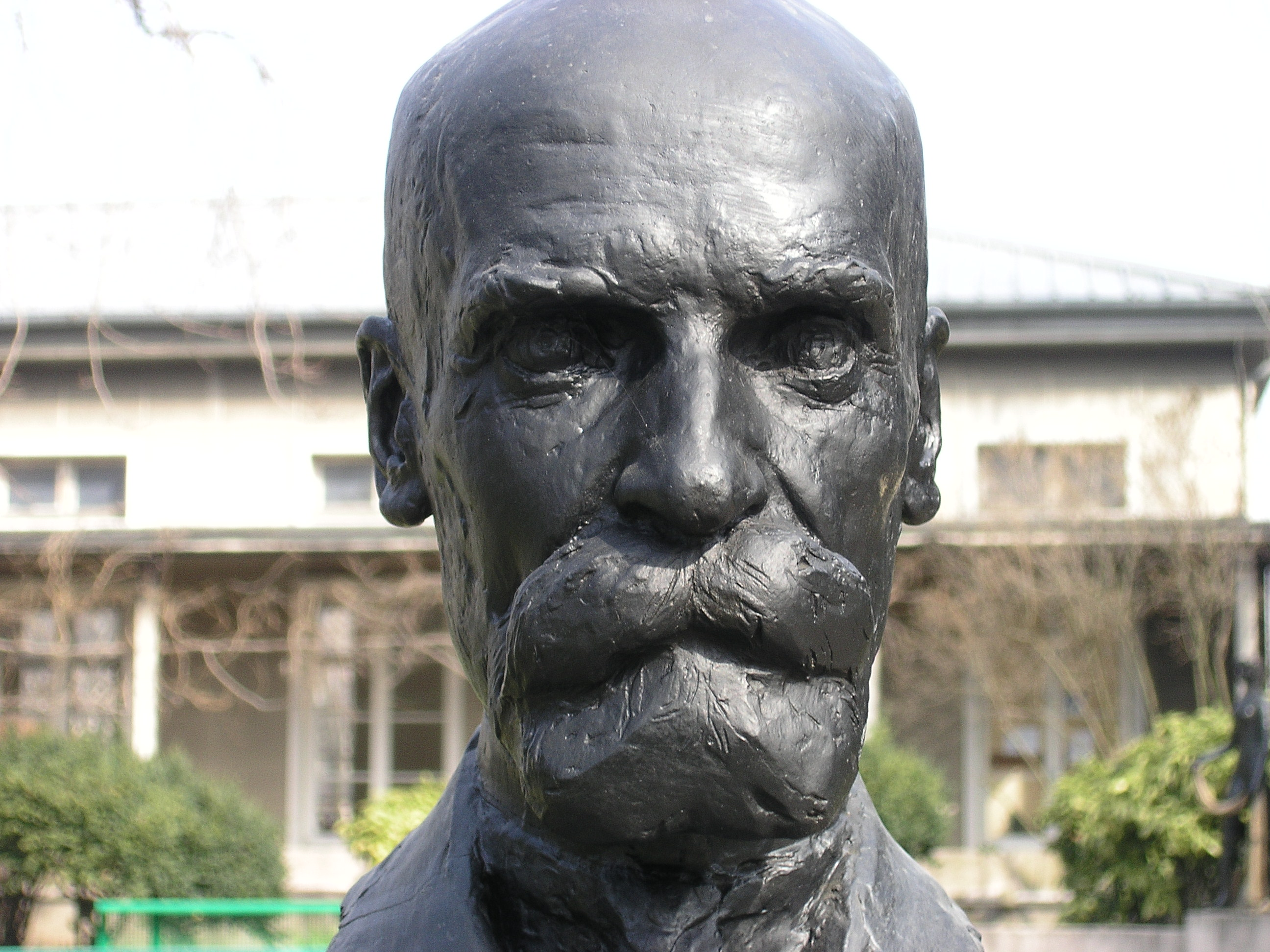
Busto en homenaje a Émile Durkheim.

- La división del trabajo social (1893). Su tesis doctoral.
- Las reglas del método sociológico (1895). Desarrolla cómo abordar hechos sociales en forma sistemática y científica.
- El suicidio (1897). Primera investigación sociológica basada en datos y análisis estadísticos.
- La educación moral (1902).
- Las formas elementales de la vida religiosa (1912).
- Lecciones de sociología (1912). Dicta lecciones acerca de: la moral profesional (lecciones 1, 2, 3), la moral cívica (lecciones 4, 5, 6, 7, 8, 9), el derecho de propiedad (lecciones 10, 11, 12, 13, 14) y el derecho y la moral contractual (lecciones 15, 16, 17, 18).

### Obra póstuma
Entre sus publicaciones póstumas:
- Educación y sociología (1922). Ofrece su definición de educación y ahonda en el carácter social de la misma. Establece relaciones entre la Pedagogía y la Sociología.
- La educación: su naturaleza, su función (1928) Explica el concepto de educación a través de la función que cumple en la reproducción social, y cómo está determinada por las condiciones económicas, sociales e ideológicas.
- L'évolution pedagógique en France (1938). Reproduce un curso sobre la historia del sistema educativo francés que Durkheim, entonces sustituto de Ferdinand Buisson en la cátedra de Ciencia de la Educación de la Sorbona, impartió el curso 1904-1905 y los años sucesivos hasta la guerra a los futuros candidatos a la agrégation (futuros docentes de enseñanza secundaria). En esta obra fundadora a la vez de la sociología de la educación y de la sociología histórica, Durkheim realiza un ambicioso repaso de la historia de la educación en Francia (aunque extensible en buena medida a Europa) desde sus orígenes, con la Iglesia cristiana «primitiva», hasta el siglo XIX, haciendo especial énfasis en la enseñanza secundaria y con la esperanza de extraer conclusiones útiles para el presente (para reformar el sistema de enseñanza). En castellano se tradujo y editó con el título Historia de la educación y las doctrinas pedagógicas (Madrid, La Piqueta, 1982).

### Ediciones en español
- Durkheim, Émile. Escritos selectos. Introducción y selección de Anthony Giddens. Trad. de Ricardo Figueroa. Buenos Aires: Nueva Visión, 1993.
- Durkheim, Émile. La división social del trabajo. Akal, Madrid, 1987.
- Durkheim, Émile. Las reglas del método sociológico. Akal Editor (Ramón Akal González), Col. Manifiesto/Serie Sociología 71, Madrid, 1978.
- Durkheim, Émile. El suicidio. Akal Editor (Ramón Akal González), Col. Manifiesto/Serie Sociología 31, Madrid, 1976.
- Durkheim, Émile. Educación y sociología. Prefacio, por Maurice Debesse. Ediciones Península, Col. Homo Sociologicus 4, 1.ª edición, Barcelona, 1975.
- Durkheim, Émile. Las formas elementales de la vida religiosa. El sistema totémico en Australia (y otros escritos sobre religión y conocimiento). Edición crítica de Héctor Vera, Jorge Galindo y Juan Pablo Vázquez. Fondo de Cultura Económica, México, 2012.
- Durkheim, Émile. Las reglas del método sociológico y otros ensayos de metodología. Edición crítica de Jorge Galindo, Juan Pablo Vázquez y Héctor Vera. Fondo de Cultura Económica, México, 2019.